# Edgar Mielke

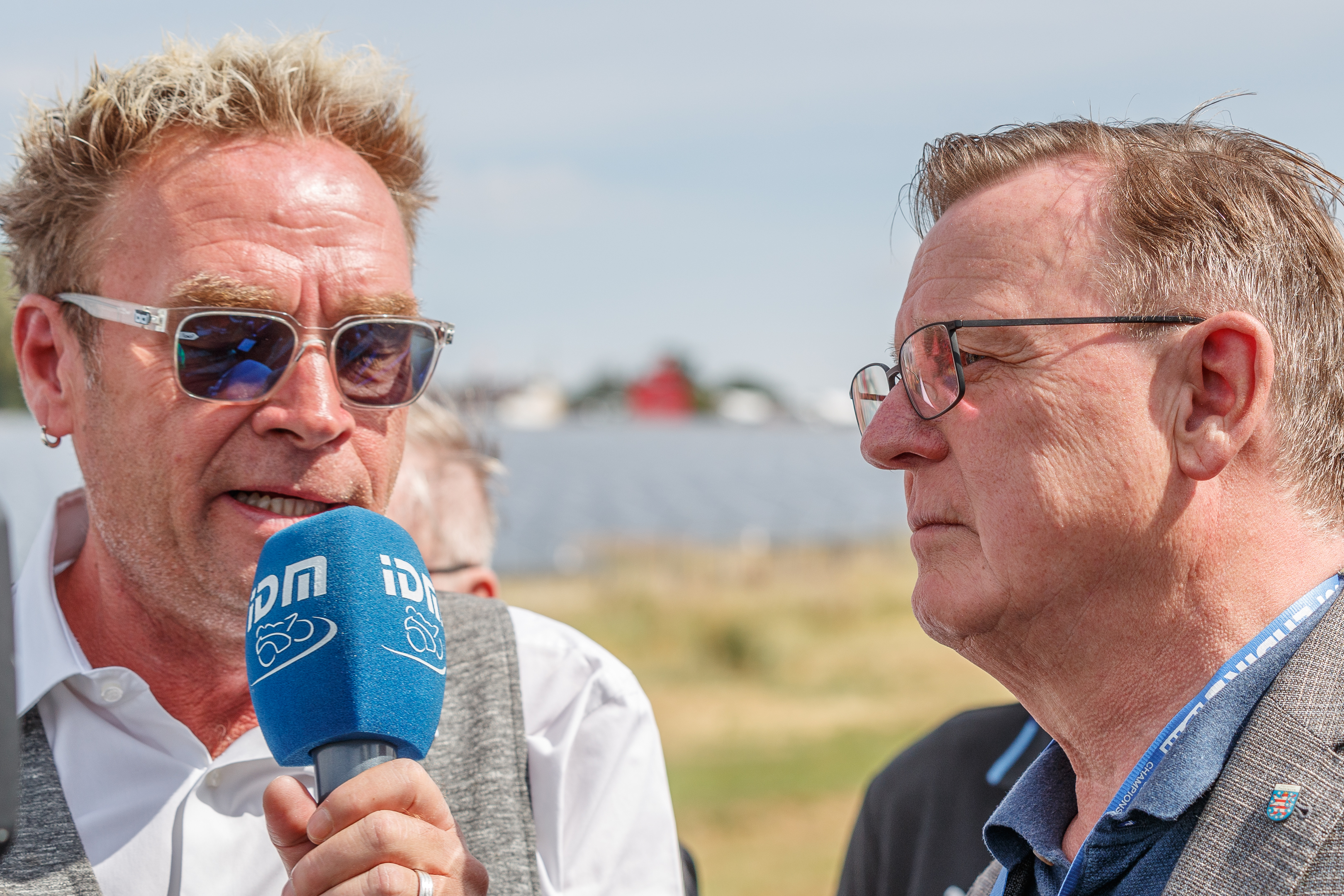
Eddie Mielke beim Interview mit Bodo Ramelow auf dem Schleizer Dreieck (2023)

Edgar „Eddie“ Mielke (* 19. April 1962 in Altena) ist ein deutscher Fußball-, Rad- und Motorsportkommentator.

## Karriere
Eddie Mielke wurde in Altena, einer Kleinstadt im Märkischen Kreis in Nordrhein-Westfalen, geboren. Mielke machte sich als Kommentator für Motorsport, speziell der MotoGP einen Namen. Seit 1990 ist er als Kommentator und Reporter aktiv. Er fing bei RTL als Fieldreporter an, wechselte aber vor der Jahrtausendwende schwerpunktmäßig in den Tätigkeitsbereich des Kommentators. Für die ARD und arena kommentierte und moderierte er Fußballübertragungen. Von 1999 bis 2003 war er Moderator im Sportclub im NDR Fernsehen. Ab 2006 arbeitete er bei SPORT1, damals DSF, und kommentiert Rennen der MotoGP und Fußballspiele. Daneben war er auch für LIGAtotal! im Einsatz.
In den Videospielen MotoGP 13 und MotoGP 14 war er als Kommentator zu hören.
Mielke fuhr sporadisch 2010 und 2011 beim VW Scirocco Cup – Eurospeedway mit.
Seit der Saison 2017/18 kommentiert er die 3. Liga bei MagentaSport. Seit 2018 kommentiert Edgar Mielke die DTM auf Sat.1, welche neuer TV-Partner zusammen mit Ran sind. Von 2019 bis 2021 war er zudem bei DAZN aktiv und kommentiert die Rennen der MotoGP. Ab 2024 kommentiert Mielke die MotoGP auch bei Sky. Im Juli 2024 war er gemeinsam mit Stefan Rosiejak Sprecher bei den Bahnradsport-Europameisterschaften der Junioren/U23 in Cottbus.